# Интимный разговор (фильм)
«Интимный разговор» или «Телефон пополам» (англ. Pillow Talk) — кинофильм режиссёра Майкла Гордона[уточнить], вышедший на экраны в 1959 году. В 2009 году лента была включена в Национальный реестр фильмов, как имеющая культурную, историческую или эстетическую значимость.

## Сюжет
Два совершенно разных человека вынуждены делить одну телефонную линию. Джен Морроу работает декоратором, придерживается довольно строгих взглядов и раз за разом отказывает влюблённому в неё миллионеру Джонатану Форбсу. Напротив, Брэд Аллен — человек весьма легкомысленный, музыкант и плейбой, меняющий женщин как перчатки. Поскольку спаренный телефон постоянно сталкивает их, Джен и Брэд заочно проникаются друг к другу глубокой антипатией. По совпадению, Брэд оказывается лучшим другом Джонатана, который однажды рассказывает о своей безнадёжной любви. Восторженная характеристика, данная Джонатаном девушке, вызывает интерес Брэда. Но как подступиться к независимой Джен? Ведь она никогда не захочет даже разговаривать с ненавистным мистером Алленом. Последний, очарованный красотой и обаянием Джен, решает прикинуться совершенно другим человеком — простым и надёжным фермером из Техаса…

## В ролях
- Рок Хадсон — Брэд Аллен
- Дорис Дэй — Джен Морроу
- Тони Рэндалл — Джонатан Форбс
- Тельма Риттер — Альма
- Ник Адамс — Тони Уолтерс
- Джулия Мид — Мари
- Аллен Дженкинс — Гарри
- Марсель Далио — господин Пьеро
- Ли Патрик — миссис Уолтерс

## Награды и номинации
- 1960 — премия «Оскар» за лучший оригинальный сценарий (Стэнли Шапиро, Морис Ричлин, Расселл Рауз, Кларенс Грин), а также 4 номинации: лучшая женская роль (Дорис Дэй), лучшая женская роль второго плана (Тельма Риттер), лучшая оригинальная музыка (Фрэнк де Вол), лучшая работа художника и декоратора в цветном фильме (Ричард Ридел, Расселл Гаусман, Руби Левитт).
- 1960 — три номинации на премию «Золотой глобус»: лучший фильм — комедия, лучшая женская роль в мюзикле или комедии (Дорис Дэй), лучшая мужская роль второго плана (Тони Рэндалл).
- 1960 — номинация на премию Гильдии сценаристов США за лучшую американскую комедию (Стэнли Шапиро, Морис Ричлин).
- 1960 — премия «Бэмби» лучшему международному актёру (Рок Хадсон).
- 1960 — «Золотая медаль за фильм года» от журнала Photoplay.